# Sylvilagus brasiliensis
El tapetí (Sylvilagus brasiliensis), también conocido como conejo brasileño, conejo de páramo, conejo muleto, conejo del bosque, conejo amazónico, mulita de monte y tapití en Paraguay es una especie de mamífero lagomorfo de la familia Leporidae propia de Centro y Sudamérica.

## Descripción

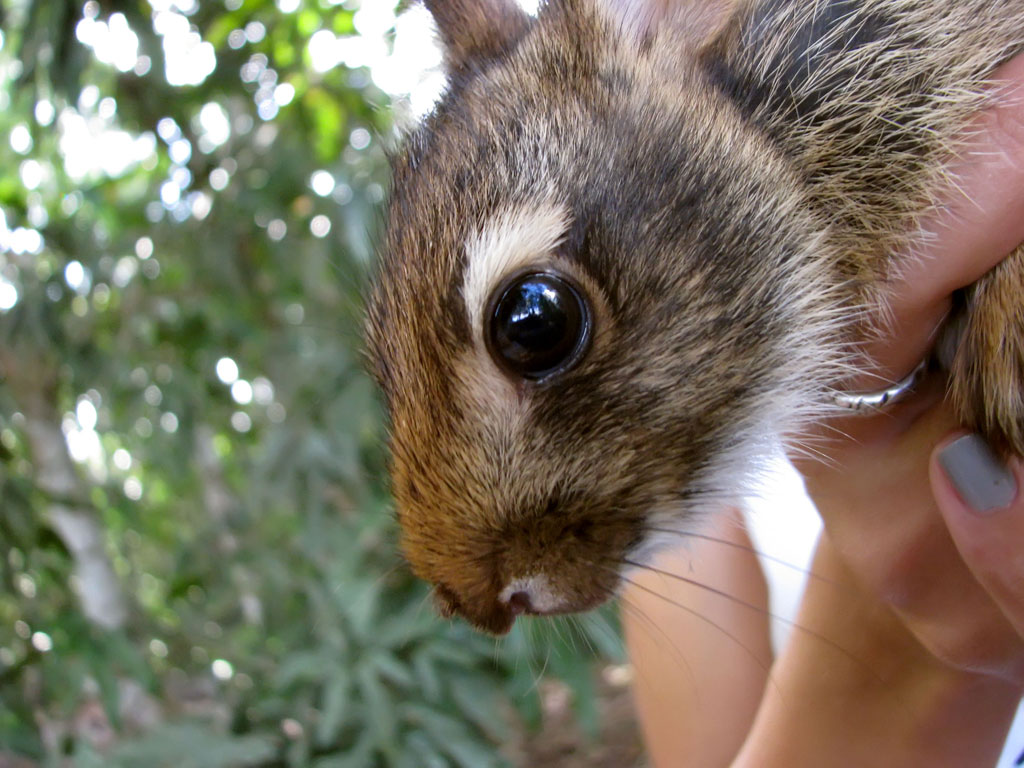

Alcanza una longitud promedio del cuerpo con la cabeza de 32 cm, con una cola de 2,1 cm; patas traseras de 7,1 cm; orejas de 5,4 cm de diámetro. Pesa en promedio 934 gramos. El color de la espalda es marrón con aspecto moteado, resultante de las puntas de los pelos negros; presenta una mancha rufa en el cuello. Su vientre y la parte inferior de la cola también son de color rufo. La hembra tiene seis mamas.

## Comportamiento
Es un animal nocturno y solitario. Usualmente aparece de noche o al oscurecer, comiendo pasto y ramitas; siempre en bosques, y cerca de cursos de agua, y en áreas humanizadas, como jardines y plantaciones.
Su coloración oscila entre grisáceo, a negruzco en el dorso, aclarándose hacia los costados, y el vientre es blanquecino, menos una pequeña mancha oscura en la garganta. 
Es la única especie de lepórido en estas regiones.